# ایرایا ایتورگری
ایرایا ایتورگری (انگلیسی: Iraia Iturregi؛ زادهٔ ۲۴ آوریل ۱۹۸۵) بازیکن فوتبال اهل اسپانیا است.
وی همچنین در تیم‌های ملی فوتبال Spain women's national under-19 football team، زنان اسپانیا، و Basque Country women's national football team بازی کرده‌است.